# Titularbistum Marasc degli Armeni
Die Eparchie Marasc degli Armeni (italienisch eparchia di Marasc degli Armeni, lateinisch Eparchia Marascensis o Germanicensis Armenorum) ist ein Titularbistum, das vom Papst an Titularbischöfe aus der mit Rom unierten Armenisch-Katholischen Kirche vergeben wird.
Es geht zurück auf einen untergegangenen Bischofssitz in der Stadt Kahramanmaraş in der römischen Provinz Syria Coele bzw. in der Spätantike Syria Euphratensis in Syrien, am westlichen Ufer des Euphrats.
| Titularbischöfe von Marasc degli Armeni |                   |                                             |                   |               |
| Nr.                                     | Name              | Amt                                         | von               | bis           |
| 1                                       | Krikor Ayvazian   | emeritierter Bischof von Kamichlié (Syrien) | 23. November 1988 | 1997          |
| 2                                       | Kévork Khazoumian | Weihbischof in Kilikien (Libanon)           | 22. Januar 2002   | 15. März 2006 |